# عربستان پیش از اسلام

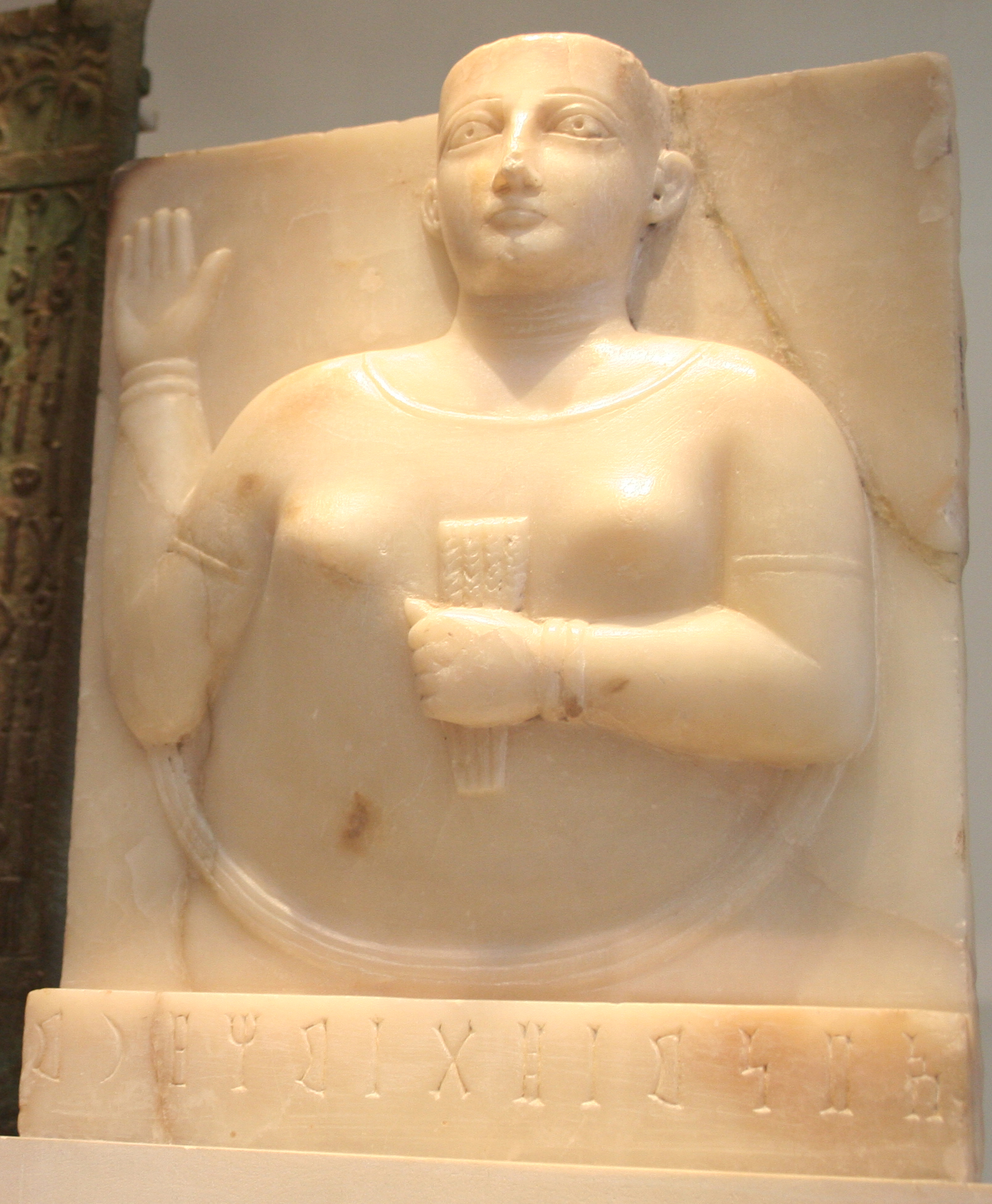
سنگ قبر زن جوانی به نام اَبان از عربستان پیش از اسلام. خوشه گندم در یک دست و بالاگرفتن گرفتن دست دیگر نشانهٔ باروری است.

عربستان پیش از اسلام به شبه‌جزیره عربستان پیش از ظهور اسلام در ۶۱۰ پس از میلاد گفته می‌شود. مطالب بی‌شماری در منابع اسلامی دربارهٔ عربستان پیش از اسلام وجود دارد، اما این مطالب دو قرن بعد از وقایع و توسط خارجی‌ها نوشته شده‌اند، به‌صورت شفاهی منتقل می‌شدند و بنا به دلایل دینی و غیره دستخوش تحریف شده‌اند. این منابع، آن عهد را «دورهٔ جاهلیت» نامیده‌اند. گرچه هیچ‌کدام از آثار اکتشافی به دورهٔ پیامبر اسلام، محمّد نسبت داده نشده‌اند، اما کتیبه‌ها، آثار و ابنیهٔ بسیاری از سال‌های پیش از ۵۶۰ میلادی کشف شده‌اند که نشانی از «جاهلیت» ندارند؛ در عوض، مشخص می‌کنند که عربستان قبل از اسلام متشکل از پادشاهی‌های قدرتمند، جوامع شهرنشین، راه‌های تجاری و معماری غنی بوده و بسیاری از مردمش توانایی خواندن و نوشتن داشته‌اند. یافته‌های باستانی همچنین نشان می‌دهند ظاهراً واردات ظروف سرامیکی از سایر سرزمین‌ها در قرن ششم میلادی متوقف شده است؛ محتملاً در اثر توقف تجارت به‌دلیل جنگ، بیماری و بلایای طبیعی.
از نظر دینی، این کشفیات منجر به نتایج مشابهی شده‌اند: عربستان پیش از اسلام بخشی از جهان یهودی-مسیحی مدیترانه بوده است. در واقع بت‌پرستی و پرستش خدایان باستانی حداقل از قرن چهارم میلادی — بیش از دو قرن پیش از محمّد — برافتاده بوده و پادشاه حِمیَر حدوداً در سال ۳۸۰ میلادی به یهودیت گرویده است. خدایان سنگی فقط در منطقهٔ نَبَطیّه یافت شده‌اند و در باقی مناطق، این تندیس‌ها کارکرد عزاداری مردگان را داشته‌اند. در عربستان جنوبی، خدایان بزرگ را با تخت‌های سلطنت خالی نمایش می‌دادند. با اطمینان می‌توان گفت منابع اسلامی — که از بت‌پرستی در عربستان می‌گویند — دچار اشتباه شده‌اند.
عربستان عموماً بایر و آتش فشانی بوده و این امر کشاورزی را جز در جوار واحه‌ها و چشمه‌سارها، دشوار می‌نمود؛ بنابراین شهرها و دیارها در عربستان موقعیتی پراکنده و دور از هم داشتند و در بین آن‌ها دو شهر مکه و یثرب جزو شهرهای مهم عربستان محسوب می‌شدند. اجتماعی زندگی کردن برای زنده ماندن در شرایط صحرایی لازم بوده؛ بدون یاری یکدیگر و تشکیل قبیله، محیط ناملایم و شرایط سخت زندگی در صحرا حیات انسانی را غیرممکن می‌ساخت. نیاز به همبستگی و اتحاد افراد به عنوان یک گروه، موجبات تشکیل قبیله را فراهم می‌ساخت و این گروه‌های قبیله‌ای بر اساس وابستگی‌های خونی و قوم و خویشی تشکیل می‌شد. مردم عربستان یا کوچ‌نشین یا ساکن یک ناحیه بودند. گروه اول به صورت مداوم در تلاش برای یافتن آب و چراگاه برای حیواناتشان بوده، در حالی که گروه دوم با تکیه بر تجارت یا کشاورزی امرار معاش و گذران زندگی می‌نمودند. به‌دلیل شرایط سخت زندگی، کوچ نشینان برای ادامه زندگی تا حدی مجبور به یورش به کاروان‌ها و واحه‌های اطراف بوده و بنابراین از منظر آنان این‌گونه غارتها و چپاول‌گری‌ها، تبه‌کاری به‌حساب نمی‌آمد. مدینه به صورت عمده یک مرکز کشاورزی بود، در حالی که مکه یک مرکز مهم تجاری برای بسیاری از قبایل اطراف محسوب می‌گشت که شامل چند سرزمینی که شامل دولت عاد، یمن، اردن و غیره بود.

## منبع‌شناسی
اطلاعات موجود از عربستان قبل از اسلام خیلی کم است؛ تحقیقات جدیدتر در دهه‌های اخیر دیدگاه مورخان در مورد این دوره از تاریخ را دگرگون کرده و آثاری که قبل از دهه ۱۹۸۰ به چاپ رسیده‌اند (البته غیر از چند استثنا) دیگر معتبر محسوب نمی‌شوند. مطالبی که منابع اسلامی دربارهٔ تاریخ عربستان پیش از اسلام نقل کرده‌اند، بیش از دو قرن بعد از ظهور اسلام و توسط ساکنان مناطق دیگر نوشته شده‌اند. به علاوه، منابع اسلامی بنا به دلایل دینی یا شخصی هدف جعل یا تغییر واقع شده‌اند. منابع اسلامی این دوره را فقیر و همچون دوران «جاهلیت» توصیف کرده‌اند که مردمش پیرو خدایان مختلفی بودند و به شیوه قبیله‌ای زندگی می‌کردند. همین منابع، عربستان دوره اسلامی را غنی و قدرتمند نمایانده‌اند. با این وجود، باستان‌شناسی و مطالعه کتیبه‌ها نشان داده در عربستان قبل از اسلام دولت‌های قدرتمندی وجود داشته و نگارش رایج بوده است.
شبه‌جزیره عرب در این دوره بخشی از تمدن مدیترانه بوده و پرستش خدایان متعدد حداقل در قرن چهارم میلادی (دو قرن پیش از اسلام) به پایان رسیده است. بدین ترتیب، آنچه منابع اسلامی دربارهٔ آن عهد روایت کرده‌اند، اطلاعاتی که سینه به سینه نقل شده نیست، بلکه حاصل تلاش نویسندگان مسلمان برای «بازسازی» تاریخ آن دوره است و با یافته‌های جدید در تضاد است. همین مسئله دربارهٔ تقویم‌های پیش از اسلام نیز صادق است. امیرمعزی می‌گوید عربستان قبل از اسلام آن چیزی نیست که منابع اسلامی معرفی کرده‌اند. منابع اسلامی بعد از دو قرن جنگ و تحولات دینی و سیاسی نوشته شده‌اند. اینکه خاطره دوره قبل از اسلام فراموش شده، به همین دلیل است. به علاوه، هدف از نوشتن این منابع، روایت تاریخ نبوده، بلکه نویسندگان قصد داشتند به سوالات دینی پاسخ دهند یا ابهامات قرآن را رفع کنند. به گفته هولاند، نباید فراموش کرد که این مطالب روایت تاریخی نیستند، بلکه ماهیتی حماسی و افسانه‌ای دارند.

## باورهای دینی
منابع اسلامی اغلب عربستان پیش از اسلام را بت‌پرست گزارش کرده‌اند اما آنچه در قرآن دیده می‌شود، بحث و جدل میان یکتاپرستان است و «بت‌پرست بودن اعراب در زمان ظهور اسلام هیچ اساس تاریخی ندارد.» باستان‌شناسان توانسته‌اند بقایای دوازده کلیسا از دوران باستانی متاخر را در شبه‌جزیره عرب کشف کنند، اما موفق به یافتن معابد بت‌پرستان نشده‌اند. کتیبه‌های موجود نشان می‌دهد که رهبر مجموعه قبایلی که قریش زیر مجموعه آن بوده، به احتمال بسیار زیاد مسیحی بوده و با امپراتوری روم شرقی روابط نزدیک داشته است. متاخرترین کتیبه از شبه‌جزیره عرب که به خدایان قدیمی‌تر اشاره کرده، حدود متعلق به سال ۴۰۲ و ۴۰۳ (دو قرن پیش از اسلام) است و در عوض، حداقل از سال ۵۳۰ میلادی کتیبه‌ها همگی به خدای مسیحی اشاره دارند. برخی محققان کمبود منابع را دلیل نبود جوامع مسیحی در مکه و مدینه می‌دانند اما به هر روی، قرآن تحت تأثیر مسیحیت بوده و با مطالب مسیحی آشناست. به گفته امیرمعزی، در مقابل منابع متعدد دالِ بر وجود توحید در سرزمین عربستان قبل از اسلام، کمبود منابع در بخش حجاز، مرتبط با نابودی نظام‌مند آثار تاریخی توسط دولت سعودی است.
تصورات مبنی بر بت‌پرست بودن اعراب حاصل منابع اسلامی هستند که قصد داشتند فساد دوره «جاهلیت» را نشان دهد و محمد را به عنوان ناجی آن‌ها بنمایانند. در صورت موجودیت معابد چندخدایی در مدینه، احتمالاً این معابد سال‌ها قبل از تولد محمد متروک شده است. به نظر می‌رسد یهودیت تنها دین رایج در مدینه در زمان هجرت محمد بوده است. نویسندگان سنتی مسلمان درک درستی از شرایط آن دوره نداشته‌اند؛ مثلاً آن‌ها پرستش «بت‌ها» توسط اعراب را روایت کرده‌اند اما باستان‌شناسی ثابت کرده در عربستان پیش از اسلام، خدایان را بر روی تخت‌های سلطنت خالی نشان می‌دادند.
زمانی که چندخدایی در عربستان طرفدارانش را از دست داد، اعراب دو راه پیش پای خود یافتند: انتخاب یکی از ادیان موجود یا شکل‌دهی به تفکراتی جدید با استفاده از عناصر دین قبلی؛ راه دوم مسیری بود که محمد و چندین پیامبرِ رقیب معاصر او انتخاب کردند. یکی از اینان مسیلمه بود؛ او خدایی به نام الرحمن را تبلیغ می‌کرد و می‌گفت جبرئیل کتابی به نام «قرآن» بر او نازل کرده است. بدین ترتیب، ظهور اسلام تلاشی برای تحکیم یکتاپرستی پیش‌پاافتاده عربستان نبود، بلکه واکنشی بود در برابر ادیان یکتاپرستانه‌ای که قصد داشتند احکام دین پیشین را کماکان حفظ کنند. امروزه می‌توان گفت دین محمد و پیروانش حاصل ابتکاری شخصی نبوده و ریشه در حضور دیرین مسیحیان و یهودیان در منطقه آنان داشته است.
منابع اسلامی می‌گویند در عربستان پیش از اسلام خدایان (مذکر یا مؤنث) به عنوان محافظین قبایل مختلف در نظر گرفته می‌شدند. اعتقاد بر این بود که روح این خدایان ارتباطی با درختان، سنگ‌ها، چشمه‌ها و چاه‌های مقدس دارد. آنچه امروزه کعبه خوانده می‌شود پیش از اسلام یک صحن مهم در عربستان در شهر مکه بود که شامل بت‌های مربوط به ۳۶۰ خدای محافظ قبایل مختلف می‌شد که نماینده ۳۶۰ درجه دایرةالبروج بود و هر سال اعراب برای به‌جا آوردن حج به مکه می‌آمدند. به غیر از خدایان قبیله‌ای، همه اعراب اعتقاد به یک خدای مشترک برتر به نام «الله» داشتند. الله معادل ایل در ادیان فنیقی و سامی شمالی معادل کرنوس یونانی و یهوه کنعانی بود که رنگ سیاه آن دلالت بر خدای زحل بودنش دلالت می‌کرد همسر ایل اشراه بود و همسر یهوه قبل از دین یهود که در کابالا به آن اشاره شده است شخینا شکینا نام داشت در مورد همسر الله باور بسیاری این است که آلات مادینه یا همسر الله بوده است بر اساس اعتقاد آنها، «الله» توجهی به زندگی روزمره آن‌ها نداشت و در نتیجه خدای یک گروه خاص نبوده و هم چنین تشریفات مذهبی برای آن انجام نمی‌شد. اعراب اعتقاد داشتند که الله سه دختر دارد که آن‌ها نیز به نوبه خود خدا هستند. نام این سه
لات، منات و عُزّی بود. لات و منات و عزی سمبل خدایان سه‌گانه دوشیزه و مادر و پیرزن بودند که در همه ادیان چند خدایی باستان وجود داشتند برخی از قوم‌های یکتاپرست چون مسیحیان و یهودیان و همچنین پیروان آیین حنیف (حنفا) نیز در عربستان وجود داشتند، لیکن در صحت تاریخی مورد آخر بین محققان اختلاف نظر وجود دارد. در نخستین زندگی‌نامه نگاشته شده به قلم ابن اسحاق از چهار جوان قریش به نام‌های ورقة بن نوفل (پسرعموی خدیجه)، عبیدالله بن جحش (پسر عمه محمد)، عثمان بن الحویرث و زید بن عمرو بن نفیل، نام برده شده و نقل شده است که قبل از رسالت محمد به آیین حنیف، یا دین ابراهیم بوده‌اند. همچنین کسانی مانند رئاب شنّی، امیه بن ابی الصلت و سوید بن صامت نیز پیش از پیامبر نوعی ادعای نبوت را در میان اعراب مطرح کرده بودند.
قبیله قریش، قبیله بسیار مهم و حاکم در مکه بود که پرده‌داری و کلیدداری کعبه را به‌عهده داشت. مکه و کعبه در آن زمان نیز مکانی مقدس در نزد اعراب که به الله اختصاص داشت بود. اگرچه در کنار الله، جایگاه خدایان فرعی دیگری نیز بود که بت‌های آن‌ها درون کعبه و پیرامون آن قرار داشتند. مسلمانان معتقدند یکتاپرستی و آیین حنیف ابراهیم را نادیده گرفته بودند، اما همه ساله اعراب، حنیفان و بت پرستان برای آیین حج یا تقدیم قربانی، به زیارت کعبه می‌آمدند. با این حال کعبه تنها پرستشگاه مورد احترام در میان اعراب نبود و قبایل یا گروه‌های ساکن هر منطقه، پرستشگاه‌های خاص خود را داشتند.